# Teresa Gimpera
Gimpera  Flaquer est un nom espagnol. Le premier nom de famille, en général paternel, est Gimpera ; le second, en général maternel, souvent omis, est Flaquer.
Teresa Gimpera Flaquer, née à Igualada (province de Barcelone) le 21 septembre 1936 et morte le 23 juillet 2024 à Barcelone, est une actrice espagnole.

## Biographie
Teresa Gimpera est née à Igualada. 

### Famille
Teresa Gimpera a eu trois enfants avec son premier mari, Octavio Sarsanedas.
Son second mari est Craig Hill de 1990 au 21 avril 2014, jour de la mort de celui-ci.

### Mort
Teresa Gimpera meurt à Barcelone le 23 juillet 2024 à l'âge de 87 ans.

## Filmographie

### Années 1960
- 1965 : Fata Morgana de Vicente Aranda
- 1966 : Una història de amor de Jordi Grau
- 1966 : Espi... ando de Francisco Ariza
- 1966 : il mondo trema de Marcello Ciorciolini
- 1966 : Le Solitaire passe à l'attaque de Ralph Habib : Machka
- 1966 : Black Box Affair (en) de Marcello Ciorciolini : Floriane
- 1967 : Opération Re Mida (Lucky, el intrépido) de Jesús Franco
- 1967 : Novios 68 de Pedro Lazaga
- 1967 : Wanted de Giorgio Ferroni : Evelyn Baker
- 1967 : Spia spione (it) de Bruno Corbucci : Ursula
- 1967 : Play-Boy d'Enzo Battaglia
- 1968 : Tuset Street
- 1968 : La cena de Jordi Grau
- 1968 : Un día es un día de Francisco Prósper
- 1968 : Cuidado con las señoras de Julio Buchs
- 1968 : ¡Cómo sóis las mujeres! de Pedro Lazaga
- 1968 : Las secretarias de Pedro Lazaga
- 1968 : No le busques tres pies... de Pedro Lazaga
- 1968 : Matrimonios separados de Mariano Ozores
- 1968 : Las crueles de Vicente Aranda
- 1968 : L'Assassin fantôme (Viaje al vacío) de Javier Setó
- 1968 : Las amigas de Pedro Lazaga
- 1969 : El extraño caso del doctor Fausto
- 1969 : Sur ordre du Führer (La battaglia d'Inghilterra) d'Enzo G. Castellari : Sheila
- 1969 : Vingt Mille Dollars tachés de sang (Ventimila dollari sporchi di sangue) d'Alberto Cardone : Jane

### Années 1970
- 1971 : The Legend of Frenchie King
- 1971 : La novicia rebelde de Luis Lucia Mingarro : Berta
- 1972 : Le Manoir aux filles (Ragazza tutta nuda assassinata nel parco) d'Alfonso Brescia
- 1972 : La Nuit des diables (La notte dei diavoli) de Giorgio Ferroni
- 1973 : Hannah, Queen of the Vampires
- 1973 : La Charge des diables (Campa carogna... la taglia cresce) de Giuseppe Rosati : Miss Adams
- 1973 : L'Esprit de la ruche de Víctor Erice
- 1974 : El refugio del miedo de José Ulloa
- 1974 : Vida conyugal sana de Roberto Bodegas
- 1974 : Perversión de Francisco Lara Polop
- 1974 : English Striptease
- 1976 : Las camareras de Joaquín Coll Espona
- 1976 : Último deseo de León Klimovsky
- 1976 : La ciutat cremada d'Antoni Ribas
- 1976 : La querida de Fernando Fernán Gómez
- 1976 : La muerte del escorpión de Gonzalo Herralde
- 1976 : Secuestro de León Klimovsky
- 1977 : Más fina que las gallinas de Jesús Yagüe
- 1977 : La menor de Pedro Masó
- 1977 : Clímax de Francisco Lara Polop
- 1978 : La guerra de papà d'Antonio Mercero
- 1978 : Carta de amor de una monja de Jordi Grau
- 1978 : Borrasca de Miguel Ángel Rivas
- 1978 : La ocasión de José Ramón Larraz
- 1978 : Las eróticas vacaciones de Stella de Zacarías Urbiola

### Années 1980 et ensuite
- 1982 : Los embarazados de Joaquín Coll Espona
- 1982 : Victòria d'Antoni Ribas
- 1987 : Course Completed
- 1989 : La Chute des aigles de Jesús Franco
- 1991 : Lolita al desnudo de José Antonio de la Loma
- 1992 : El largo invierno de Jaime Camino
- 2000 : Y decirte alguna estupidez, por ejemplo, te quiero d'Antonio del Real.
- 2000 : Tomándote d'Isabel Gardela
- 2000 : Adiós con el corazón de José Luis García Sánchez
- 2000 : Foc al càntir de Frederic Amat
- 2001 : Bellas durmientes d'Eloy Lozano
- 2004 : El segundo nombre de Francisco Plaza
- 2007 : 2 rivales casi iguales de Miguel Ángel Calvo Buttini